# Ramokgonami
Ramokgonami – wieś w Botswanie w dystrykcie Central. Według spisu ludności z 2011 roku wieś liczyła 4486 mieszkańców.